# Wieluński
Wieluński là một huyện thuộc tỉnh Łódzkie của Ba Lan. Huyện có diện tích 926 km². Đến ngày 1 tháng 1 năm 2011, dân số của huyện là 77650 người và mật độ 84 người/km².